# Emilio Campos
Emilio Campos Rodríguez (* 22. August 1954 in Oviedo; † 18. September 2022 in Acarigua) war ein venezolanischer Fußballspieler.

## Karriere
Emilio Campos, der in der spanischen Stadt Oviedo geboren wurde, kam im Alter von 8 Jahren mit seiner Familie nach Venezuela. Er besuchte das Colegio Arzobispo Méndez in Barinas. Später studierte er an der Universidad de los Andes und spielte für den Universidad de Los Andes FC. 1983 wurde er mit dem Klub venezolanischer Meister und spielte in der Copa Libertadores 1984. 1985 wechselte er zu Estudiantes de Mérida und konnte dort seinen zweiten Meistertitel gewinnen und an der Copa Libertadores 1987 teilnehmen.
Mit der venezolanischen Nationalmannschaft nahm Campos an der Copa América 1979 und den Olympischen Spielen 1980 teil.
Nach seiner Karriere lebte er in Acarigua und arbeitete als Landwirt. 2022 wurde bei Campos Krebs diagnostiziert. Sein Gesundheitszustand verschlechterte sich und er starb am 18. September 2022 im Alter von 68 Jahren.